# Entemena
Entemena ou Enmetena (em sumério: 𒂗𒋼𒈨𒈾; romaniz.: EN-TE-ME-NA) foi um dos importantes governantes de Lagas, tendo reinado entre 2 404 até 2 375 a.C.. Era filho de Enanatum I, seu antecessor, e foi capaz de restabelecer Lagas como uma potência suméria. Entemena é mencionado em um vaso de prata encontrada em 1888 em Teló, que foi decifrado ao longo do tempo por Mr. Henry.

## Reinado

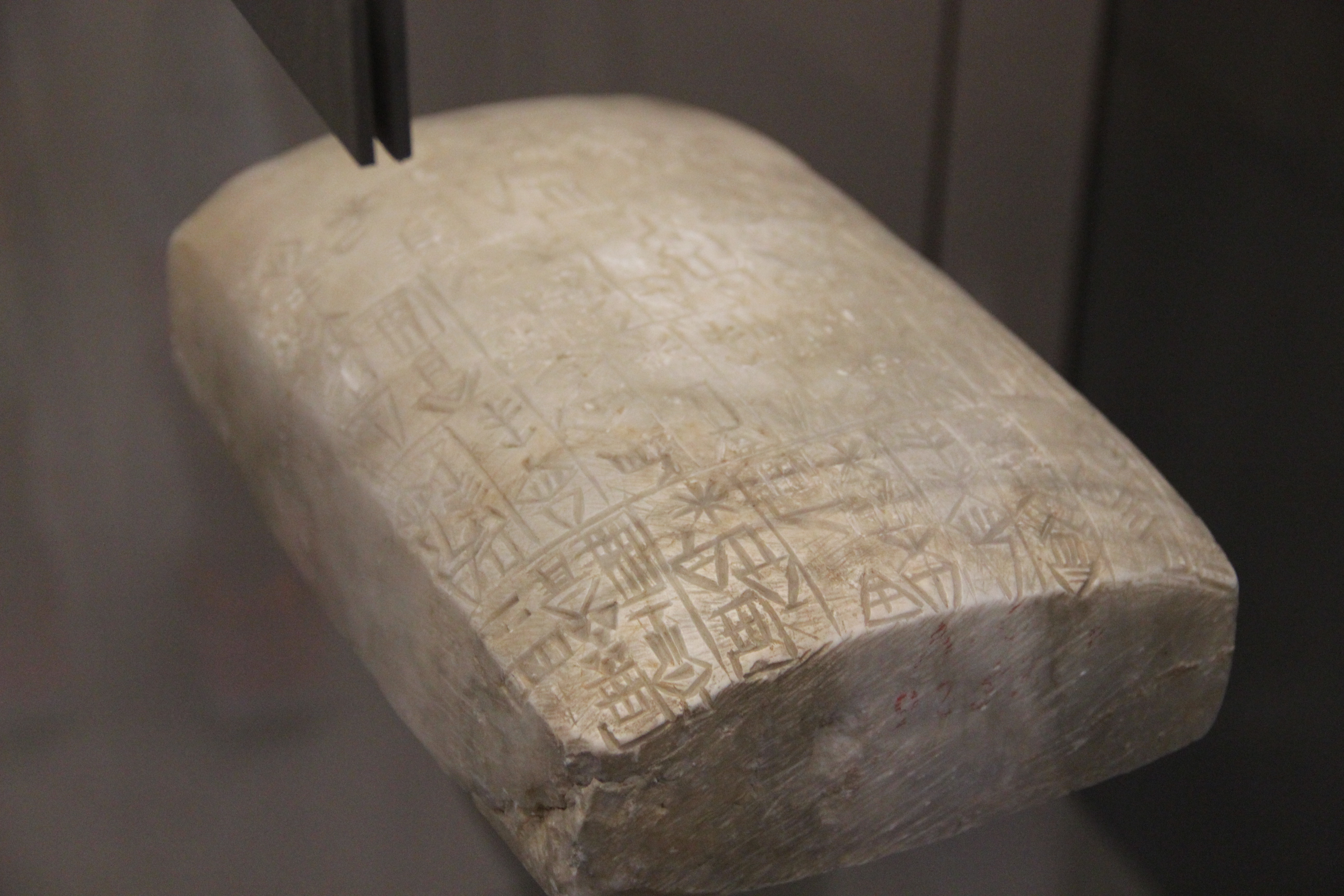
Antiga pedra de fundação de Entemena exposto Museu do Louvre.

Como seu pai, Entemena enfrentou um ataque de Ur-Luma, patesi de Uma, na parte de Lagas, chamado Guedena. Algumas inscrições afirmam que Entemena venceu o governante de Uma e o forçou a voltar para sua terra, abandonando seu contingente de 60 equipes de carruagens no canal de Lumagirnunta para as forças de Lagas massacrarem, amontoando os corpos em cinco túmulos em as planícies.
Anos depois, houve novamente a revolta de Uma. Il, filho e sucessor de Ur-Luma, se levantou contra Lagas, mas não teve sucesso. Entemena havia se aliado com Lugalquinixedudu de Uruque, que fez um "tratado de irmandade" logo após a construção do templo de Emus, e trouxe derrota esmagadora sob os soldados de Uma.
Entemena trabalhou no antigo templo de Antasurra e Eninu de Ninguirsu, além de completar a renovação do templo de Dugru iniciada por Enanatum. O governante construiu templos para Gatundugue e para Ninursague, bem como um açude no canal Lumagindugue com uma enorme capacidade de armazenamento.

### Cone de Entemena

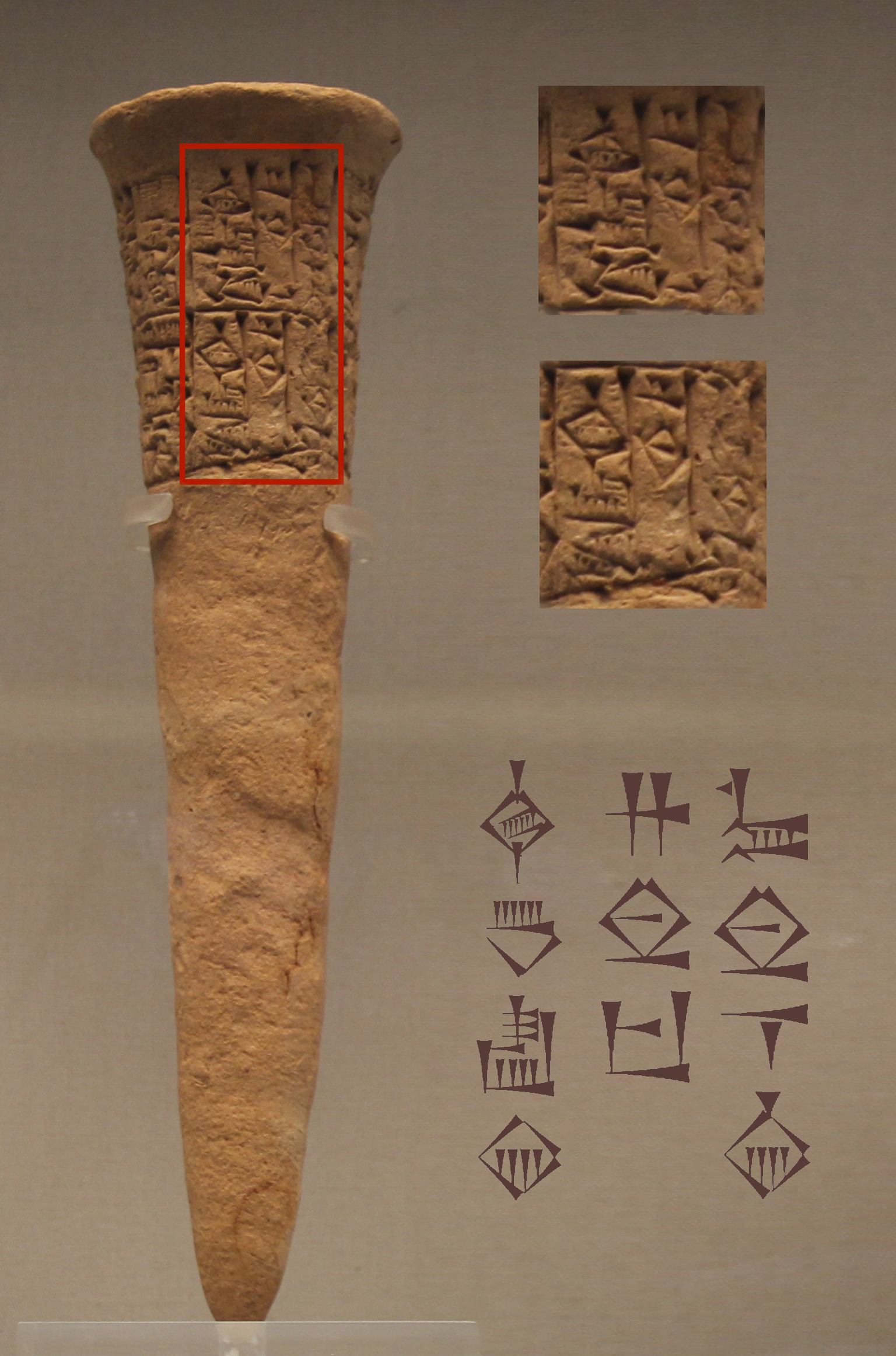
Título de Entemena escrito em seu cone. O trecho diz "Entemena Ensi Lagash-Ki".(𒂗𒋼𒈨𒈾𒑐𒋼𒋛𒉢𒁓𒆷𒆠).

No cone, Entemena relata a história da contenda desde o seu início na época em que Mesilim, rei de Quis, governava sobre toda a Suméria. O trecho da inscrição diz o seguinte:
| “          | "Enlil, rei dos países e pai dos deuses, demarcou a fronteira em termos firmes [...] Mesilim, rei de Quis, mediu-a com a corrente topográfica, [e] ergueu uma estela ali [...]. Em vão, Enmetena, príncipe de Lagas, enviou mensagens para Il sobre este dique; Il, o príncipe de Uma, um ladrão de terras e vituperador, declarou: "O dique da fronteira ... é meu ... " | ” |
| — Entemena | |   |

### Vaso de Entemena

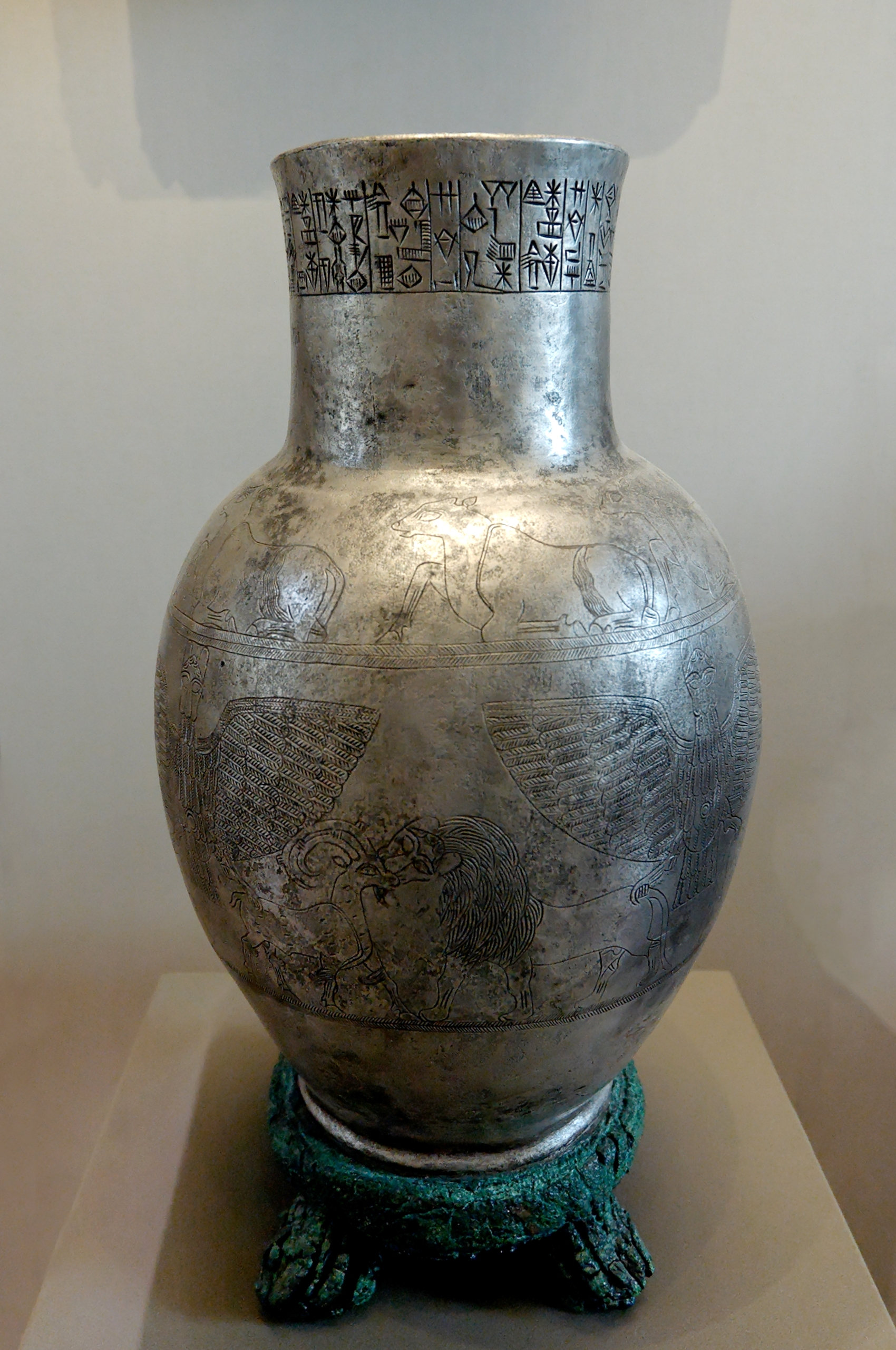
Vaso de prata de Entemena com inscrições cuneiformes no centro no Museu do Louvre. (AO2674)

Um tripé de prata dedicado por Entemena a seu deus agora está atualmente no Louvre. Um friso de leões devorando íbexes e veados, entalhado com grande habilidade artística, corre ao redor do pescoço, enquanto a crista da águia de Lagas adorna a parte globular. O vaso é uma prova do alto grau de excelência a que já tinha atingido a arte da ourivesaria. Um vaso de calcita, também dedicado por Entemena, foi encontrado em Nipur. A inscrição do gargalo do vaso de prata diz:
| “          | Para Ninguirsu, o principal guerreiro de Enlil. Entemena, patesi de Lagas, a quem Nanse havia escolhido em seu coração, o grande ensi de Ninguirsu, o filho de Enanatum, patesi de Lagas, feito para Ninguirsu, o rei que o amava, um vaso de prata pura e pedra (?), do qual Ninguirsu bebe, e o trouxe para os Ninguirsu dos Eninu, para salvar sua vida. Naquela época, Dudu era o sanga de Ninguirsu. | ” |
| — Entemena | |   |

## Árvore genealógica
Abaixo, segue a árvore genealógica dos primeiros monarcas de Lagas, de acordo com o antropólogo George A. Dorsey:
|         |         |         |         |         |         |  |  |  |  | Gursate    |  |  |  |  |  |  |  |  |  |             |            |            |            |            |            |  |  |  |  |  |  |  |  |  |  |  |  |  |  |  |  |  |  |  |  |  |  |
|         |         |         |         |         |         |  |  |  |  |            |  |  |  |  |  |  |  |  |  |             |            |            |            |            |            |  |  |  |  |  |  |  |  |  |  |  |  |  |  |  |  |  |  |  |  |  |  |
|         |         |         |         |         |         |  |  |  |  | Ninialguim |  |  |  |  |  |  |  |  |  |             |            |            |            |            |            |  |  |  |  |  |  |  |  |  |  |  |  |  |  |  |  |  |  |  |  |  |  |
|         |         |         |         |         |         |  |  |  |  |            |  |  |  |  |  |  |  |  |  |             |            |            |            |            |            |  |  |  |  |  |  |  |  |  |  |  |  |  |  |  |  |  |  |  |  |  |  |
|         |         |         |         |         |         |  |  |  |  | Ur-Nanse   |  |  |  |  |  |  |  |  |  |             |            |            |            |            |            |  |  |  |  |  |  |  |  |  |  |  |  |  |  |  |  |  |  |  |  |  |  |
|         |         |         |         |         |         |  |  |  |  |            |  |  |  |  |  |  |  |  |  |             |            |            |            |            |            |  |  |  |  |  |  |  |  |  |  |  |  |  |  |  |  |  |  |  |  |  |  |
|         |         |         |         |         |         |  |  |  |  | Acurgal    |  |  |  |  |  |  |  |  |  |             |            |            |            |            |            |  |  |  |  |  |  |  |  |  |  |  |  |  |  |  |  |  |  |  |  |  |  |
|         |         |         |         |         |         |  |  |  |  |            |  |  |  |  |  |  |  |  |  |             |            |            |            |            |            |  |  |  |  |  |  |  |  |  |  |  |  |  |  |  |  |  |  |  |  |  |  |
|         |         |         |         |         |         |  |  |  |  |            |  |  |  |  |  |  |  |  |  |             |            |            |            |            |            |  |  |  |  |  |  |  |  |  |  |  |  |  |  |  |  |  |  |  |  |  |  |
| Eanatum | Eanatum | Eanatum | Eanatum | Eanatum | Eanatum |  |  |  |  |            |  |  |  |  |  |  |  |  |  | Enanatum I  | Enanatum I | Enanatum I | Enanatum I | Enanatum I | Enanatum I |  |  |  |  |  |  |  |  |  |  |  |  |  |  |  |  |  |  |  |  |  |  |
| Eanatum | Eanatum | Eanatum | Eanatum | Eanatum | Eanatum |  |  |  |  |            |  |  |  |  |  |  |  |  |  | Enanatum I  | Enanatum I | Enanatum I | Enanatum I | Enanatum I | Enanatum I |  |  |  |  |  |  |  |  |  |  |  |  |  |  |  |  |  |  |  |  |  |  |
|         |         |         |         |         |         |  |  |  |  |            |  |  |  |  |  |  |  |  |  | Entemena    |            |            |            |            |            |  |  |  |  |  |  |  |  |  |  |  |  |  |  |  |  |  |  |  |  |  |  |
|         |         |         |         |         |         |  |  |  |  |            |  |  |  |  |  |  |  |  |  |             |            |            |            |            |            |  |  |  |  |  |  |  |  |  |  |  |  |  |  |  |  |  |  |  |  |  |  |
|         |         |         |         |         |         |  |  |  |  |            |  |  |  |  |  |  |  |  |  | Enanatum II |            |            |            |            |            |  |  |  |  |  |  |  |  |  |  |  |  |  |  |  |  |  |  |  |  |  |  |